# Ģirts Karlsons
Ģirts Karlsons (Liepāja, 7 giugno 1981) è un ex calciatore lettone, di ruolo attaccante.

## Carriera

### Club
Nella sua carriera ha colto i migliori successi con il Metalurgs Liepaja, squadra della propria città, con cui ha vinto due campionati lettoni, una coppa nazionale e una Baltic League.
All'estero, dopo le esperienze negative in Russia e Paesi Bassi, è da segnalare il periodo di tre anni con l'Inter Baku, squadra con cui ha vinto la Coppa dei Campioni della CSI nel 2011, divenendone capocannoniere.

### Nazionale
In nazionale lettone ha totalizzato 50 presenze, mettendo a segno 9 reti.

## Palmarès

### Club

#### Competizioni nazionali
- Campionato lettone: 3

Metalurgs Liepaja: 2005, 2009
Ventspils: 2014
- Coppa di Lettonia: 1

Metalurgs Liepaja: 2006
- Campionato azero: 1

Inter Baku: 2009-2010

#### Competizioni internazionali
- Baltic League: 1

Metalurgs Liepaja: 2007
- Coppa dei Campioni della CSI: 1

Inter Baku: 2011

### Individuale
- Capocannoniere della Virslīga: 1

2016 (17 gol)
- Capocannoniere della Coppa dei Campioni della CSI: 1

2011
- Capocannoniere della Baltic League: 2

2007, 2011
- Calciatore lettone dell'anno: 2

2003, 2004